# Tai rosso
Il Tai Rosso, chiamato un tempo Tocai rosso, è un vitigno che ha la stessa natura genetica del Cannonau sardo, del Grenache francese e della Garnacha spagnola. Nel Vicentino ed in particolare sui Colli Berici ha trovato un areale adatto alla sua coltivazione e una propria identità. Il vitigno ha origini alquanto misteriose, ed oggi è diffuso in tutto il mondo, da Australia a Nord America, ma in Europa viene coltivato prevalentemente nel bacino del Mediterraneo occidentale, in prevalenza nella Francia del sud, nella Spagna orientale e in Sardegna.

## Storia
Alcuni resti di vinaccioli risalenti a 3200 anni fa sono stati ritrovati in diverse zone della Sardegna (ad esempio a Sa Osa – nella valle del Tirso, sulle colline di Sardara – a nord di Cagliari, a Villanovafranca e nel villaggio nuragico Duos Nuraghes di Borore in provincia di Nuoro), tale fatto fa ritenere il Tai Rosso come il vino più antico del Bacino del Mediterraneo, ed oggi è diffuso in tutto il mondo, da Australia a Nord America, ma in Europa viene coltivato prevalentemente nel bacino del Mediterraneo occidentale, in prevalenza nella Francia del sud, nella Spagna orientale e in Sardegna. Alla fine del XX secolo era la seconda varietà di uva da vino più coltivata al mondo.
Questo vitigno è considerato tipico sui Colli Berici, dal momento che la sua presenza nel territorio è testimoniata da centinaia di anni. Alcune leggende narrano che la sua presenza sui Berici sia da attribuire ad un falegname di Nanto che lo avrebbe portato con sé rientrando dal servizio di leva, svolto al servizio dell’esercito austriaco, all’inizio del XIX secolo. Per questo motivo all’epoca era denominato “uva del marangon” (uva del falegname). Alcuni ritengono invece che il Tai Rosso sia arrivato dalla zona di Avignone e Chateauneuf du Pape nel sud della Francia, dal momento che i Cardinali di Vicenza sostennero e visitarono i Papi di Avignone durante lo scisma papale. Quindi è possibile che alcune talee delle viti di Grenache siano tornate con loro.
A seguito dell’arrivo della peronospora nel vicentino, la Stazione Sperimentale di viticoltura ed enologia di Conegliano, sotto la direzione del Prof. Dalmasso, realizzò nel 1926 un impianto sperimentale in località Monticelli, presso Ponte di Barbarano. Il vigneto era stato realizzato con la finalità di comparare tra loro alcuni vitigni locali e altri importati da altre zone italiane ed estere. Tra le varietà locali venne scelto, su segnalazione di Ernesto Ghiotto, proprietario del terreno, anche il Tocai nero o Tocai rosso. Montanari e Ceccarelli, nel 1950, identificarono il Tocai di Barbarano tra le varietà atte alla produzione di vini pregiati, raccomandato in particolare proprio per la zona di Barbarano. Tuttora questo vitigno, qualora coltivato nella zona di più antica tradizione del Comune di Barbarano e nei comuni limitrofi, è identificato per tradizione con il nome Barbarano.

## Caratteristiche ampelografiche
Il Tai rosso è un vitigno vigoroso che per esprimersi al meglio necessita di una particolare esposizione alla luce e al calore. È perfettamente adattato ai terroir più magri e più siccitosi, ragione per la quale ha trovato sui Colli Berici un habitat ideale. Qui storicamente è stato coltivato soprattutto con la forma di allevamento a pergola, mentre di recente molti produttori hanno iniziato ad allevarlo a guyot o a cordone speronato, con una potatura corta a due speroni, al fine di controllarne la vigoria. Il suo portamento è eretto e i suoi tralci vigorosi, in grado di resistere ai venti violenti e alla siccità. Il Tai rosso è poco colpito dall’oidio ma è sensibile alla colatura e alla flavescenza dorata. I grappoli compatti e fitti possono favorire lo sviluppo della peronospora e della muffa grigia. È quindi più adatto ai climi mediterranei, poco umidi.
Le rese variano da 20 hl/ha a 80 hl/ha, a seconda della fertilità del terreno e della lunghezza della potatura. 
I cloni di Tai rosso omologati in Italia sono: FEDIT 14 C.S.G., ISV-C.VI 2, ISV-C.VI 3, ISV-C.VI 17, VCR3.
Il Tai rosso ha grandi grappoli, troncoconici, alati, compatti. Gli acini sono di dimensione media, abbondanti di succo, con una buccia di colore blu-violetto, abbastanza spessa e pruinosa. Il periodo di maturazione è tardivo, nonostante il germogliamento abbastanza precoce. Il potenziale d’accumulo degli zuccheri di questo vitigno è molto elevato, mentre l’intensità colorante cala rapidamente all’aumentare delle rese. L’acidità è generalmente limitata.